# Optisk telegraf
 Der er for få eller ingen kildehenvisninger i denne artikel, hvilket er et problem. Du kan hjælpe ved at angive troværdige kilder til de påstande, som fremføres i artiklen.

Optisk telegraf er den form for telekommunikation man brugte før den elektriske telegraf: Her overføres meddelelser manuelt ved hjælp af flag, semaforer, lys eller andre synlige signaler – dette var hurtigere end datidens alternativer, postvæsenet eller en kurér. Systemet blev opfundet i Frankrig i slutningen af det 18. århundrede, og i Danmark oprettedes i 1800 en optisk telegrafforbindelse mellem København og Slesvig. Optiske telegrafsystemer var i brug indtil den elektriske telegraf overtog omkring 1850.
En optisk telegrafforbindelse mellem to byer består af en "kæde" af bemandede stationer, anbragt på steder i terrænet med så god udsigt, at man (givet gunstige vejrforhold) kan se fra den ene station til den næste. Den første station i kæden tager imod en meddelelse, og "signalerer" den bogstav for bogstav, ved hjælp af signalflag, store mekaniske "arme" eller lysglimt. Næste station i kæden observerer disse signaler, og sender dem så videre med et tilsvarende signalsystem, og processen gentages indtil sidste station modtager signalerne og skriver meddelelsen ud i klartekst til den endelige modtager.
I dette system blev der brugt hvad man kan betragte som en tidlig form for komprimering i datalogisk forstand; man havde en "kodebog"; en tabel der knytter en unik "kode" af to bogstaver eller cifre til hvert ord. Hvert ord i meddelelsen blev omsat til denne "to-tegns-kode" inden den blev afsendt, og hos den sidste station i kæden tilsvarende "afkodet" til almindelige ord igen.
I midten af det 19. århundrede overtog den elektriske telegraf – med denne nye teknologi blev det 30 gange billigere pr. ord at sende meddelelser, og meddelelserne nåede frem af størrelsesordnenen 10 gange hurtigere.